# Arthon-en-Retz
Arthon-en-Retz est une ancienne commune de l'Ouest de la France, située dans le département de la Loire-Atlantique, en région Pays de la Loire, devenue le 1er janvier 2016, une commune déléguée de la commune nouvelle de Chaumes-en-Retz à la suite de sa fusion avec sa voisine Chéméré.
La commune fait partie de la Bretagne historique, dans le pays traditionnel du pays de Retz et dans le pays historique du Pays nantais.
Arthon-en-Retz comptait 4 031 habitants au recensement de 2013. Les habitants de la commune s'appellent les Arthonnais.

## Géographie

### Localisation
Arthon-en-Retz se situe à 10 km à l'est  de Pornic, à 39 km à l'ouest de Nantes et à 41 km au sud de Saint-Nazaire.
| Saint-Viaud Saint-Père-en-Retz | Frossay                          | Vue Chéméré |
| Chauvé                         | Arthon-en-Retz                   | Chéméré     |
| Pornic                         | Pornic Saint-Hilaire-de-Chaléons | Chéméré     |

Selon le classement établi par l'Insee en 1999, Arthon-en-Retz était une commune rurale non polarisée (cf. Liste des communes de la Loire-Atlantique).
Avant la création de la commune nouvelle de Chaumes-en-Retz dont elle constitue la partie ouest, ses communes limitrophes étaient Chéméré, Vue, Frossay, Saint-Viaud, Saint-Père-en-Retz, Chauvé, Pornic et Saint-Hilaire-de-Chaléons. Les bourgs de Chéméré et d'Arthon-en-Retz sont contigus.
La commune englobe le village de La Sicaudais et de Haute-Perche.

### Géologie, relief et hydrographie
La superficie de la commune est de 3 924 hectares ; son altitude varie entre 1 mètre, près du canal de Haute Perche, et 61 mètres au nord de la commune près du village du Bois des Vallées.
Le bassin d'Arthon-Chéméré est une dépression correspondant à un accident important du socle granitique du massif armoricain. On y trouve un gisement lutétien étudié par le géologue S. Durand (1960) à partir des sondages effectués en 1953 dans les carrières du Moulin-Neuf à 1 km au Nord-Est d'Arthon.

## Toponymie
Le nom de la localité est attesté sous la forme Artum en 1100 (dans le cartulaire de Redon), puis Arcon au XIIe siècle et Arton au XIIIe siècle. Il est probablement formé à partir d'un anthroponyme d'origine germanique, Arto(n), auquel a été adjoint le nom du pays de Retz en 1887. D'autres hypothèses sont mises en avant sur l'origine d'« Arthon », notamment une étymologie gauloise : art-don, qui signifierait « la citadelle de l'ours ».
En gallo, la langue d'oïl locale, plusieurs prononciations ont été relevées pour Arthon-en-Retz : [naʁtɔ̃] et [aʁtɔ̃] principalement, mais aussi [aʁtœ̃]. Le nom de la commune s'écrit Arton selon l'écriture ELG, ou Narton, Arton et Artûn selon l'écriture MOGA, trois graphies qui transcrivent les différentes prononciations relevées.
L'écart de La Sicaudais s'écrit La Sicôdâ en gallo MOGA, et se prononce [lasikodɑ].
Un nom en breton est attesté sous la forme Arzhon-Raez à la fin du XXe siècle.

## Histoire
L'occupation humaine sur le territoire de la commune d'Arthon-en-Retz est attestée dès le Mésolithique et le Néolithique par la découverte de silex taillés et de haches polies sur la commune et l'érection du menhir du Bois des Vallées à la Sicaudais.
Pendant l'Antiquité, une villa relativement importante est construite (près de l'église actuelle).
En 851, avec le traité d'Angers, le pays de Retz fait partie des marches de Bretagne, ainsi Arthon intègre la Bretagne. Arthon est à cette période l'un des chefs-lieux du Pays nantais.
Anciennement appelée Arthon, la ville a changé de nom pour Arthon-en-Retz le 9 juillet 1887. Jusqu'en 1926, la commune faisait partie de l'arrondissement de Paimbœuf, qui a perdu à cette date son statut de chef-lieu d'arrondissement.

### Commune nouvelle de Chaumes-en-Retz
Le 9 novembre 2015, après plusieurs mois de travail, les communes d'Arthon-en-Retz et Chéméré ont décidé de se regrouper au sein d'une commune nouvelle baptisée Chaumes-en-Retz. Cette décision a été prise par les conseils municipaux respectifs réunis chacun le 9 novembre 2015 : 26 voix pour et 1 contre à Arthon et 16 voix pour, 2 contre et 1 abstention à Chéméré. Ce regroupement permettra de pallier la baisse programmée des dotations globales de fonctionnement versées par l'État durant les prochaines années. La création de la nouvelle commune, effective depuis le 1er janvier 2016, a entraîné la transformation des deux anciennes communes en « communes déléguées » de la nouvelle entité, décision entérinée par arrêté préfectoral du 14 décembre 2015.

## Politique et administration
| Période                                  | Période       | Identité                   | Étiquette      | Qualité                                     |
| ---------------------------------------- | ------------- | -------------------------- | -------------- | ------------------------------------------- |
| Les données manquantes sont à compléter. |               |                            |                |                                             |
| avril 1871                               | mai 1871      | Pierre Briand              |                |                                             |
| mai 1871                                 | juin 1874     | Jean Bachelier             |                |                                             |
| juin 1874                                | avril 1884    | Jean-Marie Guilbeaud       |                |                                             |
| mai 1884                                 | décembre 1893 | Pierre Rabeau              |                |                                             |
| janvier 1894                             | décembre 1904 | François Benace            |                |                                             |
| janvier 1905                             | décembre 1919 | Martin Dupin               |                |                                             |
| décembre 1919                            | octobre 1943  | Alphonse Auffret           |                | Commerçant en tissus                        |
| janvier 1944                             | janvier 1945  | Martin Dupin               |                |                                             |
| mars 1945                                | mars 1959     | Joseph Loquet              |                |                                             |
| mars 1959                                | juin 1995     | Georges Théret (1921-2012) |                | Pharmacien retraité, maire honoraire (1996) |
| juin 1995                                | mars 2001     | Yvan Roul                  |                | Principal de collège retraité               |
| mars 2001                                | décembre 2015 | Joseph Laigre              | UDF puis MoDem | Directeur de CAT retraité                   |

| Période      | Période  | Identité         | Étiquette | Qualité                                                                                          |
| ------------ | -------- | ---------------- | --------- | ------------------------------------------------------------------------------------------------ |
| janvier 2016 | mai 2020 | Joseph Laigre    | MoDem     | Directeur de CAT retraité                                                                        |
| mai 2020     | En cours | Jacques Malhomme |           | Inspecteur divisionnaire des finances publiques 2e adjoint au maire de Chaumes-en-Retz (2020 → ) |

## Population et société

### Démographie

#### Évolution démographique
L'évolution du nombre d'habitants est connue à travers les recensements de la population effectués dans la commune depuis 1793. À partir du 1er janvier 2009, les populations légales des communes sont publiées annuellement dans le cadre d'un recensement qui repose désormais sur une collecte d'information annuelle, concernant successivement tous les territoires communaux au cours d'une période de cinq ans. 
Pour les communes de moins de 10 000 habitants, une enquête de recensement portant sur toute la population est réalisée tous les cinq ans, les populations légales des années intermédiaires étant quant à elles estimées par interpolation ou extrapolation. Pour la commune, le premier recensement exhaustif entrant dans le cadre du nouveau dispositif a été réalisé en 2005,.
En 2013, la commune comptait 4 031 habitants, en évolution de +15,27 % par rapport à 2008 (Loire-Atlantique : +6,34 %, France hors Mayotte : +2,49 %).
| 1793  | 1800  | 1806  | 1821  | 1831  | 1836  | 1841  | 1846  | 1851  |
| ----- | ----- | ----- | ----- | ----- | ----- | ----- | ----- | ----- |
| 1 661 | 1 255 | 2 093 | 1 681 | 1 797 | 1 724 | 1 748 | 1 992 | 2 103 |

| 1856  | 1861  | 1866  | 1872  | 1876  | 1881  | 1886  | 1891  | 1896  |
| ----- | ----- | ----- | ----- | ----- | ----- | ----- | ----- | ----- |
| 2 130 | 2 242 | 2 352 | 2 304 | 2 367 | 2 354 | 2 276 | 2 319 | 2 354 |

| 1901  | 1906  | 1911  | 1921  | 1926  | 1931  | 1936  | 1946  | 1954  |
| ----- | ----- | ----- | ----- | ----- | ----- | ----- | ----- | ----- |
| 2 361 | 2 494 | 2 425 | 2 142 | 2 014 | 1 943 | 1 889 | 1 766 | 1 793 |

| 1962  | 1968  | 1975  | 1982  | 1990  | 1999  | 2005  | 2010  | 2013  |
| ----- | ----- | ----- | ----- | ----- | ----- | ----- | ----- | ----- |
| 1 889 | 1 948 | 1 933 | 2 151 | 2 321 | 2 668 | 3 127 | 3 761 | 4 031 |

#### Pyramide des âges
Les données suivantes concernent l'année 2013 (la plus récente pour laquelle l'Insee a pu analyser les données) ; Arthon est alors une commune à part entière. Sa population est alors relativement jeune. Le taux de personnes d'un âge supérieur à 60 ans (20,9 %) est en effet inférieur au taux national (22,6 %) et au taux départemental (22,5 %),,.
Contrairement aux répartitions nationale et départementale, la population masculine de la commune est supérieure à la population féminine (50,2 % contre 48,4 % au niveau national et 48,7 % au niveau départemental),,.
| Hommes | Classe d’âge | Femmes |
| ------ | ------------ | ------ |
| 0,2    | 90 ans ou +  | 1,5    |
| 6,3    | 75 à 89 ans  | 8,6    |
| 12,2   | 60 à 74 ans  | 13,1   |
| 19,6   | 45 à 59 ans  | 18,7   |
| 21,9   | 30 à 44 ans  | 20,6   |
| 16,3   | 15 à 29 ans  | 15,1   |
| 23,5   | 0 à 14 ans   | 22,4   |

| Hommes | Classe d’âge | Femmes |
| ------ | ------------ | ------ |
| 0,4    | 90 ans ou +  | 1,3    |
| 5,8    | 75 à 89 ans  | 9,1    |
| 13,5   | 60 à 74 ans  | 14,6   |
| 19,6   | 45 à 59 ans  | 19,2   |
| 20,8   | 30 à 44 ans  | 19,6   |
| 19,4   | 15 à 29 ans  | 17,7   |
| 20,5   | 0 à 14 ans   | 18,5   |

### Sports
- football : la ville d'Arthon est dotée d'une équipe commune avec la ville de Chéméré : Arche FC (fusion des mots Arthon et Chéméré). Le club est domicilié sur deux stades, celui de la ville d'Arthon et de Chémeré. L'Arche qui en 2008 s'est hissée jusqu'en PH (1re division de région) et qui depuis la saison 2016-2017 évolue en 3e division de district.
- basket-ball : la ville compte un club nommé « L'étoile arthonnaise » créé en 1911, disposant de plusieurs équipes. Il propose également plusieurs autres sports comme le tennis ou la randonnée pédestre .

## Culture locale et patrimoine

### Lieux et monuments
- Stade des Chaumes
- Château de La Meule
- Château de Bressoreau
- Vestige d'un aqueduc romain
- Église Saint-Martin
- Eglise Sainte-Victoire de la Sicaudais, édifiée en 1844.
- Chapelle de la Petite Sicaudais datant du Moyen-âge.
- Souterrain de la Roche-trocante : il a été dit qu'il reliait le château de la Meule à celui de Machecoul. En réalité, personne ne sait s'il s'agit d'un refuge, d'une cachette médiévale ou d'un lieu de sépulture [26][réf. obsolète]... Le caveau de l'ouest mesure 1,90 m sur 2,20 m ; celui de l'est, 84 cm de profondeur sur environ 2 m.

### Personnalités liées à la commune
- Mickaël Landreau (né le 14 mai 1979 à Machecoul), footballeur professionnel actif entre 1996 et 2014.
- Anthony Charteau (né le 4 juin 1979 à Nantes), cycliste professionnel de l'équipe cycliste Europcar.

### Héraldique

#### Blasonnement d'Arthon-en-Retz
| Blason | Blasonnement : Écartelé : au premier, d'azur à un four à chaux d'argent maçonné et ouvert de sable ; au deuxième, de gueules à un aqueduc d'or, au chef d'argent à trois mouchetures d'hermine de sable ; au troisième, de gueules à l'épée posée en bande chargée d'une crosse posée en barre, le tout d'or, au chef du même chargé d'une croisette de sable ; au quatrième, d'azur à trois merlons de sel d'argent, posés 2 et 1. Commentaires : Le four à chaux est celui de La Feuillardais, et l'aqueduc est l'aqueduc romain d'Arthon. Les merlons évoquent les marais salants, l'épée et la crosse rappellent Saint Martin de Tours. Au troisième, le chef d'or chargé d'une croisette de sable évoque le blasonnement du pays de Retz : d'or à la croix de sable, rappelant l'appartenance d'Arthon-en-Retz à celui-ci. Les mouchetures d'hermine évoquent le blasonnement d'hermine plain de la Bretagne, rappelant l'appartenance passée de la ville au duché de Bretagne. Blason conçu par le curé de la paroisse en 1946. |

#### Blasonnement de La Sicaudais
| Blason | Blasonnement : Écartelé : au premier, de gueules à la cruche d'or, au chef d'argent à trois mouchetures d'hermine de sable ; au deuxième, d'azur à la tour clocher d'argent ; au troisième, d'azur au châtaignier aussi d'argent ; au quatrième, de gueules à la plume d'or posée en barre ; sur le tout, en bannière, d'or à la croix de sable. Commentaires : La cruche rappelle les nombreux potiers de la ville au XIXe et XXe siècles. La tour clocher représente le monument commémoratif de la Résistance (à la suite de la poche sud de Saint-Nazaire) en 1945. Le châtaignier évoque celui sous lequel se reposa le roi Henri IV. La plume était auparavant une palme évoquant la patronne de la paroisse, sainte Victoire. L'écusson central représente le blasonnement du pays de Retz : d'or à la croix de sable, rappelant l'appartenance de La Sicaudais à celui-ci. Les mouchetures d'hermine évoquent le blasonnement d'hermine plain de la Bretagne, rappelant l'appartenance passée de la ville au duché de Bretagne. Blason conçu par Paul Masson. |